# Brojce (gmina)
Brojce est une gmina rurale du powiat de Gryfice, Poméranie-Occidentale, dans le nord-ouest de la Pologne. Son siège est le village de Brojce, qui se situe environ 12 km au nord-est de Gryfice et 80 km au nord-est de la capitale régionale Szczecin.
La gmina couvre une superficie de 118,06 km2 pour une population de 3 801 habitants en 2016.

## Géographie
La gmina inclut les villages de Bielikowo, Brojce, Cieszyce, Dargosław, Darżewo, Grąd, Kiełpino, Łatno, Mołstówko, Mołstowo, Pruszcz, Przybiernowo, Raciborów, Smokęcino, Stołąż, Strzykocin, Tąpadły, Uniestowo et Żukowo.
La gmina borde les gminy de Gryfice, Płoty, Rymań, Siemyśl et Trzebiatów.